# Miss Universo EAU
O Miss Universo EAU (em inglês Miss Universe UAE) é o concurso Miss Emirados Árabes Unidos, responsável pela escolha da candidata que representará o país no Miss Universo.

## História

### Princípios
No dia 7 de outubro de 2021, uma organizçaão chamada Miss Universo EAU anunciou em seu Instagram que realizaria o primeiro concurso de beleza da versão Miss Universo da história do país e que a organização estaria a cargo da Yugen Events, do empresário, publicitário e editor da revista Xpedition, Josh Yugen. O evento foi marcado para 7 de novembro, não teria uma prova de moda praia e as inscrições estariam abertas para todas as residentes do país, tendo elas cidadania emiradense ou não. "Eu não poderia estar mais satisfeita de receber a primeira representante dos EAU", disse Paula Shugart, presidente da Organização Miss Universo, no dia do anúncio, mas o dia em que a final seria realizada, em 7 de novembro, foi divulgado que havia problemas de "limitação de tempo", sem que maiores detalhes tenham sido revelados. 

### Primeira representante
Um novo Miss Universo Emirados Árabes Unidos 2024 foi anunciado numa coletiva de imprensa em Dubai em setembro de 2024, também sob organização de Josh Yugen, mas dias depois, em 07 de setembro, Poppy Capella, ex-diretora nacional do Miss Universo Indonésia, assumiu a coordenação. 

## Vencedoras
| Ano  | Nome           | Idade | Cidade/Região | Classificação no Miss Universo |
| ---- | -------------- | ----- | ------------- | ------------------------------ |
| 2024 | Emilia Dobreva |       |               |                                |